# Марсело Андрес Сільва Фернандес
Марсело Андрес Сільва Фернандес (ісп. Marcelo Andrés Silva Fernández, нар. 21 березня 1989, Мерседес) — уругвайський футболіст, центральний захисник американського клубу «Реал Солт-Лейк».
Виступав за молодіжну збірну Уругваю.

## Клубна кар'єра
У дорослому футболі дебютував 2009 року виступами за команду «Данубіо», в якій протягом сезону взявши участь у 19 матчах чемпіонату. 
Влітку 2010 року за 1,3 мільйона євро перейшов до іспанської «Альмерії». У новій команді не мав постійного місця в основному складі, у 2011–2012 роках знову грав на батьківщині за «Пеньяроль» на правах оренди, а 2014 року перейшов до друголігового «Лас-Пальмаса», де провів наступний сезон. Згодом ще по сезону відіграв за команди інших представників Сегунди «Реал Вальядолід» та «Реал Сарагоса», в обох був одним з основних центральних захисників.
2017 року, після шести років виступів в Іспанії, залишив країну і перебрався до США, де продовжив кар'єру у команді MLS «Реал Солт-Лейк».

## Виступи за збірну
2009 року залучався до складу молодіжної збірної Уругваю. На молодіжному рівні зіграв у 10 офіційних матчах, забив 1 гол.